# Герольд, Вилли
Вилли Пауль Герольд (нем. Willi Paul Herold также известный как «Эмсландский палач»; 11 сентября 1925 Лунценау — 14 ноября 1946 Вольфенбюттель) — немецкий солдат, дезертир, самозванец и военный преступник, который вместе с несколькими подручными был признан виновным в убийстве около 170 человек в последние недели Второй мировой войны в Европе.

## Биография
Вилли Герольд родился 11 сентября 1925 года в Лунценау (земля Саксония, Веймарская республика). Был сыном кровельщика. Учился в «Technische Schule» в Хемнице, затем пошел осваивать профессию учеником трубочиста. В 1936 году был исключен из Юнгфолька за отказ принять участие в тренировках. Несколько позже был призван в ИСТ.

## Вторая мировая война
30 сентября 1943 года Вилли Герольд в звании рядового был призван в Вермахт, после подготовки в элитных парашютных войсках на тренировочной базе в Тангермюнде он был направлен в Италию. Участвовал со своим подразделением в Анцио-Неттунской операции и  битве под Монте-Кассино, во время которой был награжден Железным крестом 2 степени и повышен в звании до ефрейтора за уничтожение в ходе боя двух британских танков. В марте 1945 года подразделение Герольда отступило в западную Германию.

### Апрель 1945
3 апреля 1945 года Вилли Герольд в районе Гронау дезертировал из своего подразделения. Несколько дней он скрывался в одиночку, и по собственному признанию несколько раз едва избежал поимки Полевой жандармерией, пока наконец в районе Бентхайма случайно не наткнулся на оставленный автомобиль, в котором обнаружил униформу капитана Люфтваффе. После чего, переодевшись в офицерскую форму, он придумал себе легенду, согласно которой якобы «по личному поручению фюрера» он был направлен в тыл, для «сбора информации о положении дел и наведения законности и порядка».
Собрав благодаря офицерской униформе под своим началом 12 отставших от своих частей солдат, он вместе с ними 11 апреля 1945 года прибыл в лагерь для дезертиров и прочих совершивших преступления немецких солдат «Ашендорфермур». Там, с 11 по 19 апреля 1945 года, Герольд, якобы «наделенный фюрером неограниченными полномочиями», провёл ряд «ускоренных военно-полевых судов», и по его приказу в течение восьми дней было убито в том числе с применением зенитного орудия и ручных гранат от 90 до 125 арестантов лагеря. По меньшей мере, нескольких из них Герольд казнил лично. В ночь с 18 на 19 апреля 1945 года лагерь подвергся серьёзному авианалёту Британских ВВС, в результате чего был полностью разрушен. При бомбардировке погибло еще около 50 арестантов и работников лагеря, а оставшиеся в живых сумели бежать.
Вилли Герольд со своей группой покинул разрушенный лагерь, направившись на север. В течение последующей недели они совершили ещё ряд военных преступлений, в том числе повешение и грабеж дома фермера, вывесившего белый флаг в окрестностях Папенбурга, в Лере после 10-минутного «суда» за «шпионаж в пользу врага» были казнены пятеро голландцев. Наконец в ночь с 27 на 28 апреля 1945 года группа Герольда была разоружена в Аурихе отрядом полевой жандармерии. Обман разоблачили, и всех участников «группы Герольда», включая и самого Вилли Герольда, поместили под арест. Однако нацистский суд в суматохе последних дней войны оправдал всех и уже днём 30 апреля они были освобождены.

## Арест, суд и казнь
После капитуляции Германии и окончания боевых действий, Вилли Герольд сумел приехать в Вильгельмсхафен, где начал работать по своей прямой специальности, однако уже через несколько недель — 23 мая 1945 года он был задержан оккупационной администрацией за кражу буханки хлеба и заключён под арест. Вскоре стали появляться многочисленные свидетели военных преступлений, совершенных группой Герольда. Британцы идентифицировали Вилли Герольда как главного виновного в совершении бессудного убийства 125 заключенных лагеря, а также других  многочисленных военных преступлений — убийств, грабежей и мародёрств, совершенных им и его группой в последние недели Второй мировой войны в Европе.
По этому делу британцами также были арестованы еще 12 обвиняемых. После долгих разбирательств, в ходе которых также были эксгумированы останки казнённых в лагере заключенных — 13 августа 1946 года  Вилли Герольда, а также его сообщников Карла Хагевальда, Бернхарда Майера, Карла Шютте, Йозефа Ойлера, Германа Брандта и Отто Пеллера признали виновными и приговорили к смертной казни через  гильотинирование. Шестеро из обвиняемых были оправданы оккупационным судом. Позже один приговор был также заменён тюремным заключением. Остальные, включая Вилли Герольда, были казнены 14 ноября 1946 года в городской тюрьме Вольфенбюттеля.

## В искусстве
В Германии в 2017 году о Вилле Герольде был снят художественный фильм «Капитан», основанный на реальных событиях.

## См. также
- Питерс, Андрис Ян